# Fritz Kater
Não confundir com o dramaturgo Fritz Kater
Fritz Kater (Barleben, Alemanha, 19 de dezembro de 1861 - Berlim, 8 de maio de 1945) foi um anarquista alemão. Foi um dos principais impulsores do anarcossindicalismo na Alemanha.

## Biografia
Nascido em 1861, aderiu em 1883 ao sindicato local de Magdeburgo. Após entrar em contato com socialistas de Hamburgo e Berlim, torna-se socialista e, ademais de participar com mais peso em diversos núcleos sindicais, adere oficialmente ao Partido Social-Democrata da Alemanha (SPD) em 1887. Em 1889 foi condenado a dois meses de prisão por organizar uma reunião socialista ilegal, e em 1890 será novamente detido após um discurso. 
Nesse ano de 1890, após a revogação das Leis Antissocialistas, Kater entrou em contato com o movimento de oposição Die Jungen (Os Jovens), influenciado por ideias anarquistas, e do qual faziam parte membros como Bruno Wille, Carl Wildberger e Max Baginski. Fundou então o jornal social-democrata Magdeburger Volksstimme junto com outros membros de Die Jungen como Hans Müller, Fritz Köster e Paul Kampffmeyer. O grupo de Die Jungen foi expulso do SPD no Congresso de 1891, mas Krater, embora votar contra, permaneceu no partido, rechaçando aderir à nova organização criada, a Associação de Socialistas Independentes.
Permaneceu no SPD até 1907, mantendo reservas face ao anarquismo num primeiro momento, ainda quando acudiu ao Congresso Anarquista de Amesterdão esse mesmo ano. Também, como membro do sindicato FVDG, acudiu como delegado dessa organização ao Primeiro Congresso Sindicalista Internacional em Londres. Com a ruptura entre o SPD e a FVDG, permaneceu na FVDG, que trabalhava na clandestinidade mantendo os seus princípios internacionalistas e antimilitaristas.
Após o fim da guerra, foi um dos principais fundadores da União Livre de Trabalhadores da Alemanha (FAUD) como refundação da FVDG, bem como um dos principais promotores da Associação Internacional dos Trabalhadores (AIT). Foi também um dos principais colaboradores do jornal anarcossindicailsta Der Syndikalist e fundou a editorial Fritz Kater Verlag, que publicou numerosos textos anarquistas. Em 1930, deixou o seu cargo de presidente da FAUD, com setenta anos de idade. 
Em 8 de maio de 1945, morreu por causa de uma bomba incendiária lançada à sua casa, junto com parte da sua família. 